# Pjotr Nikolajewitsch Sawin
Pjotr Nikolajewitsch Sawin (russisch Пётр Николаевич Савин; * 1. Februar 1906 in Moskau; † 8. April 1981 ebenda) war ein sowjetischer Theater- und Film-Schauspieler.

## Leben
Pjotr Sawin wurde als erstes Kind eines Mechanikers und einer Hausfrau geboren. Aufgrund der prekären finanziellen Lage der Familie musste er bereits mit 12 Jahren arbeiten war ab 1923 Lehrling in einer Eisengießerei. 1925 bekam der damals 19-Jährige zufällig eine Rolle als jugendlicher Schläger in dem Spionagedrama Крест и маузер (Krest i mauser) und entschied sich daraufhin für den Schauspielberuf. Neben seiner Arbeit in der Fabrik besuchte er über zwei Jahre hinweg Schauspielkurse bei Boris Witaljewitsch Tschaikowski und wurde danach hauptberuflich Filmdarsteller. Es folgten Engagements für verschiedene Studios, u. a. als Hauptdarsteller in Гармонь (Garmon, 1934) und Случайная встреча (Slutschainaja wstretscha, 1936). 1938 nahm ihn Sojusdetfilm unter Vertrag und im selben Jahr gab er die Hauptrolle in Alexander Rous Debütfilm Der Zauberfisch. Nach Ausbruch des Deutsch-sowjetischen Krieges wurde der dunkelhaarige Mime mit seinen Kollegen zunächst nach Stalinabad evakuiert und trat 1943 in die KPdSU sowie am Standort Taschkent in das Theater der Roten Armee ein. In dessen Reihen verblieb er bis 1946, nahm parallel dazu aber auch kleine Filmrollen an. Anschließend kehrte Sawin nach Moskau zurück und schloss sich dem Staatstheater der Kinodarsteller an. Zu seinem dortigen Wirken zählen Aufführungen von Die Insel des Friedens, Armut ist kein Laster und Молодая гвардия (Molodaja gwardija) nach Alexander Fadejews Roman Die junge Garde. Vom Oktober 1951 bis Juni 1954 trat er als Mitglied des 2. Armeetheaters in der DDR auf, ging danach wieder an seine ehemalige Wirkungsstätte und verblieb dort bis zur Pensionierung im Oktober 1975. Im Film trat Sawin nach dem Krieg lediglich in Nebenrollen für das Mosfilmstudio auf, nahm hier jedoch an diversen Produktionen teil, die auch im Ausland gezeigt wurden. Sein letztes Projekt war Таланты и поклонники (Talanty i poklonniki, 1973) nach Alexander Ostrowskis Talente und Verehrer.
Außerdem war er in den russischsprachigen Fassungen von drei Filmen aus den Unionsrepubliken sowie dem polnischen Monumentalwerk Die Kreuzritter (1960) zu hören.

## Privates und Ehrungen
Sawin war dreimal verheiratet. Aus erster Ehe entstammte eine Tochter, aus der zweiten sein Sohn Alexander (* 21. August 1937), der später das Staatliche All-Unions-Institut für Kinematographie abschloss und als Kameramann tätig war. 1946 heiratete er seine dritte Frau Natalja Alexandrowna und lebte mit ihr bis zu seinem Tod zusammen.
Bei den Dreharbeiten zu Wladimir Wassiljewitsch Monachows Непрошенная любовь (Neproschennaja ljubow, 1965) zog sich Sawin im Jahr 1964 eine bilaterale Lungenentzündung zu, die sich zur Polyarthritis auswuchs. Deren Folgen begleiteten ihn bis an sein Lebensende. Später erlitt er außerdem einen Speiseröhrendurchbruch, der ihm dauerhaft das Essen erschwerte. Sawin starb 75-jährig, sein Grab befindet sich auf dem Friedhof Wostrjakowo.
Er war Träger des Ehrenzeichens der Sowjetunion und seit dem 28. November 1958 des Titels Verdienter Künstler der RSFSR.

## Filmografie (Auswahl)
- 1929: Gefangene des Meeres (Plenniki morja)
- 1936: Das letzte Zigeunerlager (Posledni tabor)
- 1938: Der Zauberfisch (Po schtschutschemu welenju)
- 1939: Junges Leben (Traktoristen) (Traktoristy)
- 1941: Timur und sein Trupp (Timur i jego komanda)
- 1941: Frühling des Lebens (Wesenni potok)
- 1947: Der Weg zum K.O. (Perwaja pertschatka)
- 1955: Wanja, das geht zu weit (Soldat Iwan Browkin)
- 1956: Liebe nach Ladenschluss (Sa witrinoi uniwermaga)
- 1956: Prolog
- 1958: Testpiloten (Zel ego schisn)
- 1958: Du bist nicht allein (Stutschis w ljubuju dwer)
- 1959: Ein Menschenschicksal (Sudba tscheloweka)
- 1959: Die Ballade vom Soldaten (Ballada o soldate)
- 1960: Dreißig Jahre und ein Tag (Rowesnik weka)
- 1966: Krieg und Frieden – Teil 1 und 3 (Woina i mir)
- 1966: Die Verschwörung in der Botschaft (Sagowor poslow)
- 1967: Sterne an den Mützen (Csillagosok, katonák)
- 1969: Der Fall Boris Sawinkow (Krach)
- 1970: Sieben Alte und ein Mädchen (Sem starikow i odna dewuschka) (Fernsehfilm)
- 1970: Waterloo